# Советские игрушки (фильм)
«Советские игрушки» — один из первых советских мультипликационных фильмов, который создал в 1924 году режиссёр Дзига Вертов. Производство студии Госкино. Экранизация политических шаржей Дени, публиковавшихся в газете «Правда».

## Сюжет
В мультфильме показан жрущий и морально разлагающийся буржуй, чьё брюхо, набитое несметным количеством денег, вспарывает «кентавр», состоявший из крестьянина и рабочего.
Фильм оканчивается появлением красноармейца, после чего все пролетарии образуют «новогоднюю ёлку», на которой в виде игрушек вешают врагов советского общества — фигурки «классово чуждых элементов» — попа, буржуя-нэпмана и так далее.

## О мультфильме
Дзига Вертов, как известно, провозгласивший и воплотивший в своём творчестве принципы «киноправды» и противопоставлявший документальность всевидящего киноглаза «возвышающему обману» художественного вымысла, тем не менее проявил огромный интерес к мультипликации — искусству «безграничной фантазии». Он первый начал работать над мультфильмами и включил мультипликацию в свой журнал «Киноправда». Именно такими рисованными киношаржами, близкими по духу и стилю к плакатам Маяковского, были рисованные фильмы «Советские игрушки» и «Юморески» (1924), выполненные в технике плоской бумажной марионетки. Мультипликация стремилась откликаться на злободневные события и проблемы.
— Асенин С.В. «Пути советской мультипликации»